# 女皇镇
女皇镇（英語：Queenstown）位於新加坡中部，红山以西及金文泰新镇以东，名称取自英国女王伊丽莎白二世，以纪念她在1953年加冕。女皇镇距離核心商業區大約8（5.0英里），是新加坡最早發展公共房屋的社区，比起大巴窑和宏茂桥还要早。女皇镇的前身被華裔村民稱為「無尾港」（福建話發音：boh beh kang），因爲在那裏落腳的居民無法確定流往芳林山（Hong Lim Hill）和豐興山（Hong Heng Hill）這兩座山的水源。
早於1950年代，新加坡改良信託局已著手將女皇鎭打造成新加坡第一個衛星城市，計劃於1960年代繼續被建屋发展局執行。大部份組屋均於第1個5年建築計劃（1960年－1965年）內建成，佈局多為1至3房，樓層較低，而且沒有裝置電梯升降機。1952至1968年間，該區總共建成了19,372個住宅單位。